# Andrej Poljšak
Andrej Poljšak (24 juni 1968) is een voormalig profvoetballer uit Slovenië, die speelde als verdediger gedurende zijn carrière. Hij kwam uit voor achtereenvolgens NK Koper, NK Mura, HIT Nova Gorica, NK Primorje, NK Koper en Olimpija Ljubljana.

## Interlandcarrière
Poljšak kwam in totaal vijftien keer (één doelpunt) uit voor de nationale ploeg van Slovenië in de periode 1993-1998. Hij maakte zijn debuut onder leiding van bondscoach Bojan Prašnikar in de vriendschappelijke interland op 7 april 1993 tegen Estland (2-0) in Ljubljana, net als Boško Boškovič, Igor Poznič, Ante Šimundža en Sašo Udovič.

## Erelijst
NK Mura
- Beker van Slovenië

1995
 NK Koper
- Beker van Slovenië

2006